# Ghiaccio VIII
Il ghiaccio VIII è una forma cristallina tetragonale del ghiaccio formata dal ghiaccio VII raffreddandolo al di sotto di 5 °C. È più ordinato del ghiaccio VII, in quanto gli atomi d'idrogeno assumono posizioni fisse.
Il comune ghiaccio d'acqua è noto come ghiaccio Ih (nella nomenclatura di Bridgman). Diversi tipi di ghiaccio, dal ghiaccio II al ghiaccio XV, sono stati creati in laboratorio a diverse temperature e pressioni.

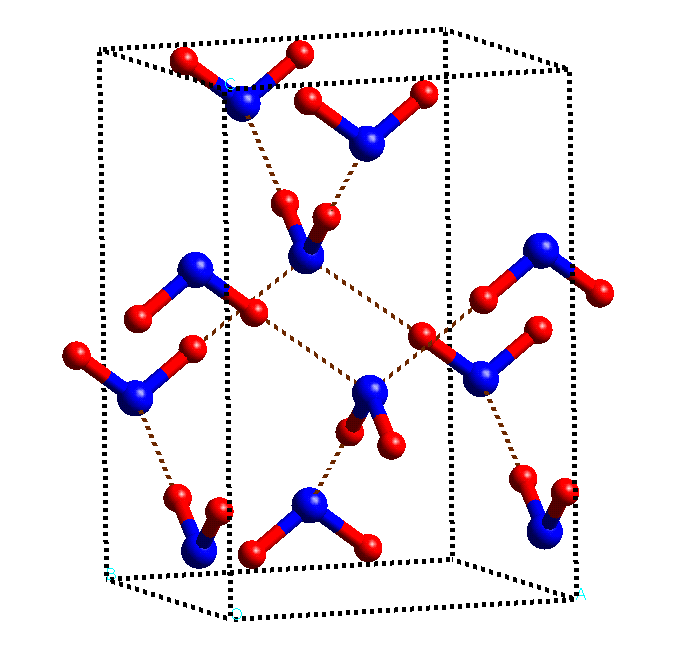
La struttura cristallina del ghiaccio VIII